# František Kasl
František Kasl (* 5. července 1956, Praha) je český písničkář a hudebník.

## Život
Narodil se na Malé Straně, kde žil do roku 2012, poté se přestěhoval na sedm let do Vlkančic u Stříbrné Skalice poblíž Sázavy. Po návratu do Prahy žije na Žižkově.
Od března roku 1968 do dubna roku 1971 byl členem skautského oddílu Pětka, vedeného Jiřím Zachariášem.
Vyučil se spojovým mechanikem, tuto profesi vykonával necelé tři roky. V učení se potkal s Milanem Jablonským, se kterým absolvoval první společná vystoupení, kde Milan Jablonský psal texty a četl básně, František Kasl obstarával hudební složku. Po vyučení vystřídal mnoho dalších zaměstnání, krátce pracoval jako technik u skupiny Jazz Q Martina Kratochvíla, šermoval v pražských divadlech v historických hrách se skupinou historického šermu Mušketýři a bandité a pracoval jako kulisák v divadle ABC a na Nové scéně Národního divadla.
Jelikož se věnoval sportovnímu šermu, vojenskou službu absolvoval v armádním středisku vrcholového sportu Dukla Olomouc. Po vojně se šermu ještě několik let věnoval, než se rozhodl nastoupit plně na hudební dráhu.
Krátce před rokem 1989 vystupoval s Marcelem Zmožkem. Od roku 1996 má vlastní kapelu Franta Kasl band, do roku 2015 současně doprovázel jako vedoucí kapely zpěváka Jakuba Smolíka. Složil pro něj řadu písniček, z nich nejznámější je Zachraňte milenky z roku 1998. Vystupoval několik let jako pravidelný host koncertů legendární country skupiny Fešáci. Na svých sólových albech spolupracoval s producenty Markem Dobrodinským a s kapelníkem skupiny Fešáci Antonínem Kny. V devadesátých letech dostal cenu pražského Country Rádia Klipo ´97 jako objev roku a r. 1998 i cenu posluchačů.
Vystupuje s baskytaristou a moderátorem Country Rádia Milanem Schmidtem, bubeníkem Tomášem Vokurkou a  kytaristou Jiřím Maršíčkem v obnoveném Franta Kasl bandu.

## Diskografie
- Co se má – 1990 Briami
- Ještě mě nepřenesli přes práh – 1993 Babeta
- Snad jsem to zavinil – 1995 Panton
- Dlouhá cesta – 1997 ToP Sound
- Tak to vidím já – 1999 Tommü Records
- Ty si tančíš – 2003 VinGra
- Světlo a tma – 2009 vlastní náklad
- Pozdní sběr – 2011 vlastní náklad
- Tak málo se známe – 2015 vlastní náklad
- Co bylo, to bylo – 2018 vlastní náklad
- Jiný to(ne)bude – 2021 vlastní náklad
- kompilace: Country nálada 2 – 2018 Supraphon